# Otho Saint Clair Lloyd
Otho Saint Clair Lloyd, conegut com a Otho Lloyd, (Londres, 1885 - Barcelona, 1979) fou un pintor i fotògraf català, actiu durant l'època de les avantguardes parisenques i de Barcelona, amb una clara influència dadaista. Va ser el marit de la pintora Olga Sacharoff, una de les principals introductores del cubisme a Catalunya.

## Biografia
Otho va néixer a Londres, fill de l'aristòcrata i advocat Otho Holland Lloyd —germà de Constance Lloyd i cunyat de l'escriptor Oscar Wilde—, i una institutriu coneguda com a Nellie, de nom Hélène Clara Saint Clair. La parella s'havia casat l'any anterior malgrat les reticències de la família de Lloyd. Holland Lloyd va abandonar a la seva esposa el 1887, poc després del naixement del seu segon fill, Fabien Avenarius, conegut com a Arthur Cravan. Nellie va demanar el divorci i li fou atorgat junt amb una considerable compensació econòmica; més tard es va casar amb un metge suís, Henri Grandjean.
Otho va estudiar a Suïssa i a Anglaterra, i es va formar artísticament en pintura en els tallers dels artistes francesos André Dunoyer de Segonzac i Henri Matisse. Es traslladà a Alemanya abans de la Primera Guerra Mundial, on vivia de la remesa de la seva mare, i va conèixer la que esdevindria la seva dona, la també pintora Olga Sacharoff. La parella es va traslladar a París cap a l'any 1912 i, amb l'esclat de la guerra mundial, Otho es va traslladar amb la seva dona, el seu germà Arthur Cravan i cunyada, a Barcelona el 1915 o 1916. El matrimoni Lloyd-Sacharoff va romandre a la Ciutat Comtal on, després de la Guerra Civil, es van instal·lar definitivament al Puget, varen dinamitzar Tossa de Mar, i varen confraternitzar amb poetes com Ricciotto Canudo o Valentine de Saint Point, i altres figures com Francis Picabia o Carles Riba.L'any 1993 el Museu Municipal de Tossa van fer una exposició i es va editar amb Eumo Editorial el llibre Olga Sacharoff & Otho Lloyd. El nexe era la confluència de camins viscuts i la complicitat entre ells a través de dues visions que es trobaven en un collage visual i documental sobre la complicitat entre ells com a confluència de camins viscuts: la de Glòria Bosch des de l'Otho cap a l'Olga i la de Susanna Portell a l'inrevés.
Beneficiari de l'herència de la seva mare, mentre la seva dona Olga es va centrar en la pintura, Otho va posposar la seva carrera professional i es dedicà a la fotografia i les carreres de motos fins al 1939, quan es va sentir preparat per aparèixer en públic. En la seva primera exposició a les Galeries Perls de Nova York, va exposar vuit pintures que daten d'entre 1930 i 1938, Les Toits de Paris (1930), Pont des Arts à Paris (1930), Paysage d'Espagne (1932), Vue de Tossa (1932), Vue de Mougins (1933), Les Oliviers du Cannet (1937), Paysage des Environs de Paris (1938) i Pont-Neuf à Paris (1938).
Després de la seva mort, part de les seves pertinences varen ser comprades per un antiquari; entre aquestes pertinences es van descobrir diverses caixes amb milers de fotografies i negatius en perfecte estat de conservació. Part de la seva obra es troba digitalitzada al Museu Nacional d'Art de Catalunya.